# Arri Alexa
Arri Alexa je řada high-end digitálních kamerových systémů. Všechny aspekty Arri Alexa jsou vyvinuty s ohledem na profesionální tvorbu.

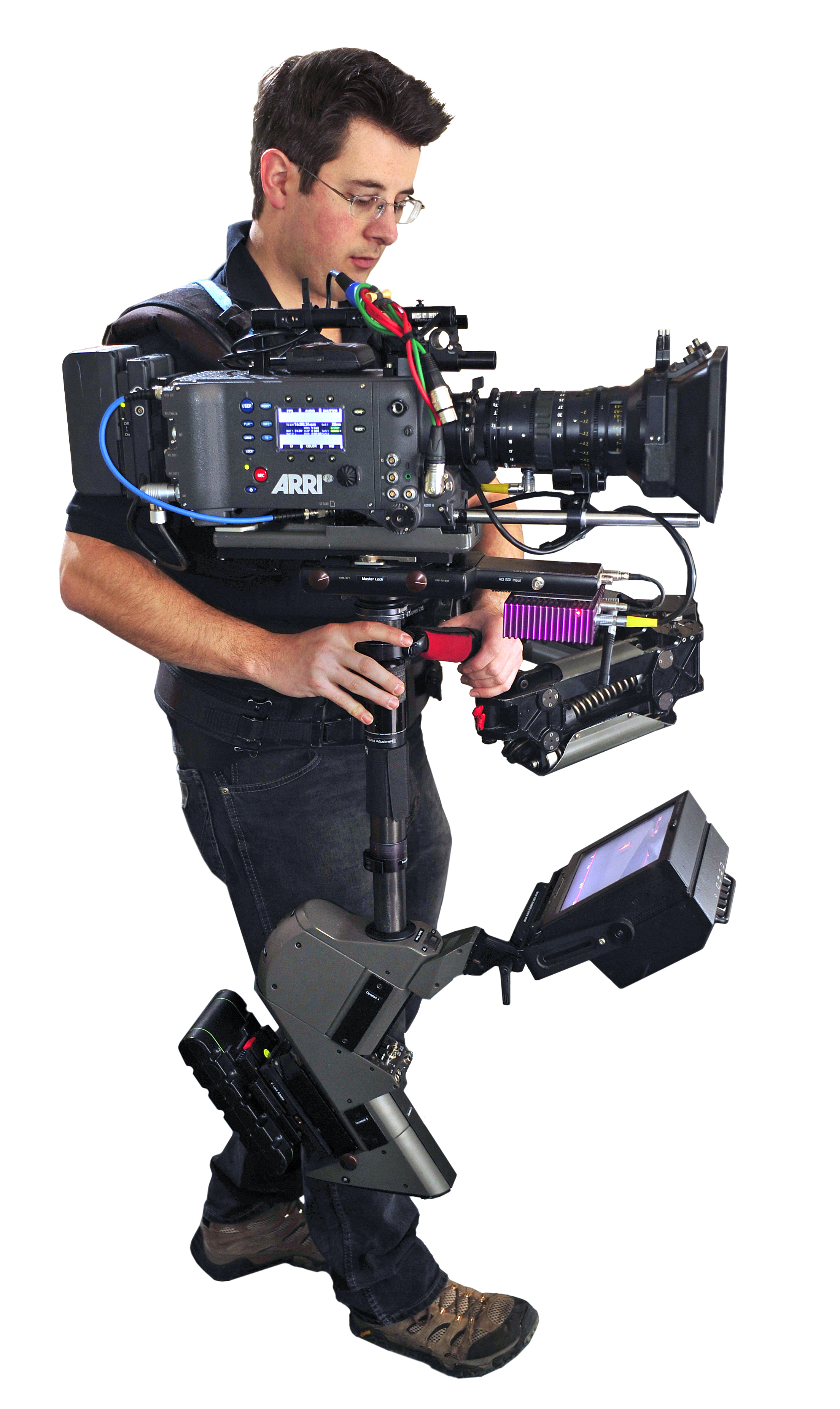
Steadicam Operator pro ArriAlexa

Samotná technologie snímačů, formátů a metodiky záznamu předpokládá komerční využití ve filmové tvorbě, tvorbě vysoce kvalitních videoklipů nebo reklamních spotů. Firma Arri pro kamery Alexa vyvinula řadu multimediálních nástrojů a specializovaného softwaru jako nekomprimovaný formát ArriRaw, vlastní interpretaci logaritmických křivek LogC, vlastní barevný prostor AWG4, metodu kódování HDE a mnoho dalšího.
Německá firma Arri, která stojí za vývojem kamer Alexa, nabízí i celou řadu kompatibilního příslušenství jako gyroskopické stabilizátory, desítky vlastních video objektivů nebo profesionální filmová a televizní světla.
Od svého uvedení na trh v roce 2010 se Arri Alexa stala synonymem pro špičkovou digitální kinematografii a získala si uznání od renomovaných filmařů a profesionálů v odvětví filmové produkce. Přibližně 70 % ze 100 nejvýdělečnějších filmů v roce 2018 využilo právě systémy Arri Alexa jako primární záznamové zařízení. Na systém Arri Alexa byli natočeny celosvětově známé snímky jako Vyměřený čas, Skyfall nebo Spotlight. V letech 2011 až 2015 všechny Oskary oceněné snímky v kategorii nejlepší kamera používaly technologii Arri Alexa (např. Hugo a jeho velký objev, Pí a jeho život nebo Blade Runner 2049).

## Senzory
Senzory Arri Alexa jsou typu CMOS - nabízí jisté benefity jako je nižší spotřeba energie, vyšší citlivost a lepší schopnost nahrávání vyšších rozlišení. V dřívějších modelech využívala společnost CCD senzory. Všechny senzory jsou osazeny Bayerovým barevným filtrem. 
Tzv. Arri Open Gate je specifický režim záznamu, který nabízí možnost využít celé plochy snímače a dosahuje tak maximálního rozlišení a větší flexibility v postprodukci. Např. lze pohodlně původní Open Gate klip „ořezat“ na různé poměry stran podle potřeby. Např. Open Gate 4:3 může být upraven na několik variant jako 16:9, 21:9, 1.85:1 pro různé platformy (TV, kino, YouTube).

### Super 35 (28,25 × 18,17 mm – Arri ALEV 3 CMOS | 27,99 × 19,22 – Arri ALEV 4 CMOS)
Super 35 je všestranný a často se používá v kombinaci se sférickými nebo anamorfními objektivy v závislosti na požadovaném vizuálním stylu. Arri ALEV 3 CMOS senzor byl původním Super 35 senzorem vestavěným v prvních modelech Alexa jako např. v řadách Alexa Classic (2010) nebo Alexa XT (2013). Arri ALEV 3 je dodnes používán v aktuálních Super 35 modelech jako Arri Alexa Mini nebo v řadě Alexa SXT. Arri ALEV 3 má rozlišení 3424 × 2202 px (Open Gate). Arri ALEV 4 CMOS je senzor vyvinut pro model Alexa 35, principiálně funguje stejně, jen nabízí lepší dynamický rozsah (až 17 stop), rozlišení — 4608 × 3164 px (Open Gate) a obrazový kruh Ø 33,96 mm × Ø 33,59 mm ALEV 3.  Lepší výkon prokazuje i ve špatných světelných podmínkách. Arri ALEV 4 je vůbec nejmodernějším foto senzorickým řešením od značky Arri. 

### Large format (LF) (36,70 × 25,54 mm – Arri ALEV 3 A2X CMOS)
Senzor LF modelů jako Arri Alexa LF a Alexa mini LF je pod marketingovým názvem veden jako Arri ALEV 3 A2X senzor. Vzhledem k tomu, že senzory LF jsou rozměrově větší než Super 35 nabízí i větší šířku záběru – obrazový kruh Ø 44,71 mm. Zároveň mají i větší rozlišení než ALEV 3 a to 4448 × 3096 px (Open Gate). S větší velikostí čipu se pochopitelně zvedá i kvalita a ostrost detailů. Spolu s tímto formátem snímače představila Arri v roce 2018 i nový bajonet – Large Positive Lock mount (LPL).

### 65 mm (54,12 × 25,58 mm – Arri ALEV 3 A3X CMOS)
Alexa 65 tedy Arri video kamera s největším snímačem využívá Arri ALEV 3 A3X senzor, který je trojnásobně veliký jako Arri ALEV 3. Snímkové pole je ekvivalentem filmového políčka o šířce 65 mm a výšce 5 perforací. Značka Arri inzeruje model Alexa 65 jako vlajkovou loď jejich technologií s rozlišením 6560 × 3100 px (Open Gate). Alexa 65 podporuje záznam pouze do formátu ArriRaw.

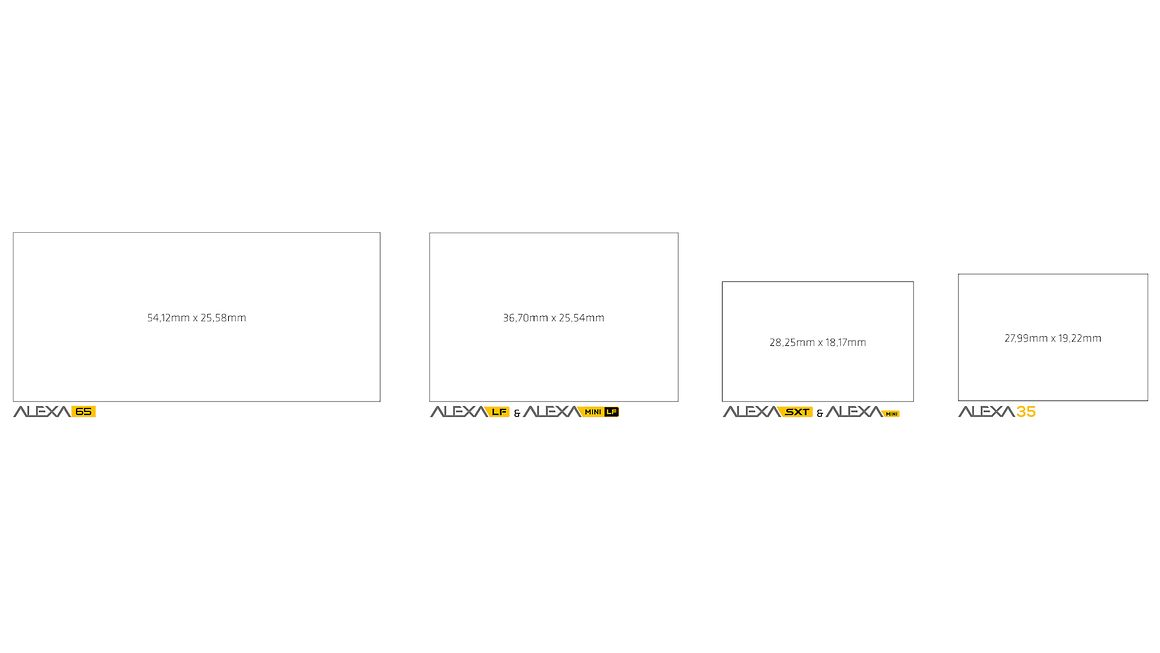
Srovnání různých velikostí senzorů Arri

## Dynamický rozsah
Dynamický rozsah je jednou z klíčových vlastností kamerových systémů Arri Alexa. Umožňuje zachytit široký rozsah jasových hodnot od nejtmavších do nejjasnějších oblastí obrazu. Arri Alexa rozlišuje obvykle 14 až 16 stop (stupňů jasu) což je strop dnešních high-end videokamer. Většina uživatelských a poloprofesionálních kamer rozlišuje 10 – 12 stop např. Canon EOS C100 pouze 12 stop. Arri Alexa 35 rozpoznává až stop 17. Optimálního dynamického rozsahu dosahuje okolo hodnot 800 ISO, které jsou pro kamery Alexa tzv. nativní ISO hodnotou – primární senzorovou citlivostí.

## Formáty a metody záznamu

### ArriRaw
ArriRaw je Arri formát pro nekomprimovaná a nešifrovaná data ze snímače. Pro praktičnost se většinou pracuje s MXF/ArriRaw (.mxf) – daty zpracovanými do kontejneru (jinak je každý snímek ukládán jako separátní ArriRaw soubor). Tento formát lze považovat za ekvivalent negativu v digitální podobě. Stejně jako analogový negativ musí být data „vyvolána“ resp. zpracována, aby s nimi šlo dále pracovat. Právě proces zpracování od samotného kontaktu světla se senzorem po použitelný záběr v postprodukčním softwaru je poměrně komplexní.

### Proces zpracování ArriRaw

Matice Bayerova filteru, zelená barva je zastoupena dvojnásobně oproti červené a modré - lidské oko je na zelenou citlivější

Vše začíná ještě v kameře tzv. debayeringem, ten je výpočetně nejnáročnější. Jde vlastně o barevnou rekonstrukci, syrový výstup z Bayerova filtru (který kamery Alexy používají) je totiž jen jeden barevně kódovaný jasový kanál (color-coded luminance channel). Chybějící barevné informace pro každý pixel jsou interpolovány na základě hodnot okolních pixelů, a tak skládají plně barevný obraz. Arri používá vlastní algoritmus – ARRI Debayer ADA-7 pro lepší využití potenciálu senzorů Arri (ostřejší obraz, čistší okraje atd.).
V další fázi je již barevný obraz převeden na Cineon Log (LogC) tedy vlastní pojetí logaritmických křivek (nahrávaní do Logu) od Arri. Především jde o nastavení křivky gama a křivky kontrastu. Oproti lineárním křivkám dokáží ty logaritmické zachytit a uchovat širší dynamický rozsah, což vede k detailnějšímu obrazu i v expozičních extrémech (světla, stíny). Obraz v LogC vypadá vybledlý, málo kontrastní a bílá ani černá nejsou rozšířeny na svoje maximální hodnoty. LogC předpokládá postprodukci a umožňuje větší flexibilitu právě v úpravách barev a kontrastu. Společnost Arri pracuje s vlastním barevným prostorem – Arri Wide Gamut 4 (AWG4) Color Space, který má větší rozsah než standardní monitory podporované Rec. 709 a Rec. 2020. Se zavedením nového senzoru pro Alexa 35 – ALEV 4 CMOS vydala Arri i nové zpracování logaritmických křivek LogC4, starší modely Alexa pracují s původním LogC3 (2011). S vydáním LogC4 je k dispozici i software pro konverzi LogC3 na LogC4 zajišťující kompatibilitu např. při souběžném nahrávání na Alexu 35 a Alexu Mini (umožňuje jen nahrávání do LogC3).
Po potřebných úpravách v postprodukčním softwaru je třeba materiál původně importovaný a zpracovávaný jako LogC konvertovat pomocí tzv. Look-Up Table (LUT) do požadovaného barevného prostoru např. Rec. 709 (SD a HD) nebo Rec. 2020 (i UHD a HDR), pro další profesionální využití se používají barevné prostory jako DCI-P3 (často v kinech pro projekci filmů), HLG (ideální pro HDR obsah s podporou pro přenosové médium, např. televizní vysílání) nebo ACES. Arri pracuje s vlastním generátorem LUT, ten však podporuje pouze konverzi z LogC3 - Arri generátor LUT pro LogC4 není zatím k dispozici.

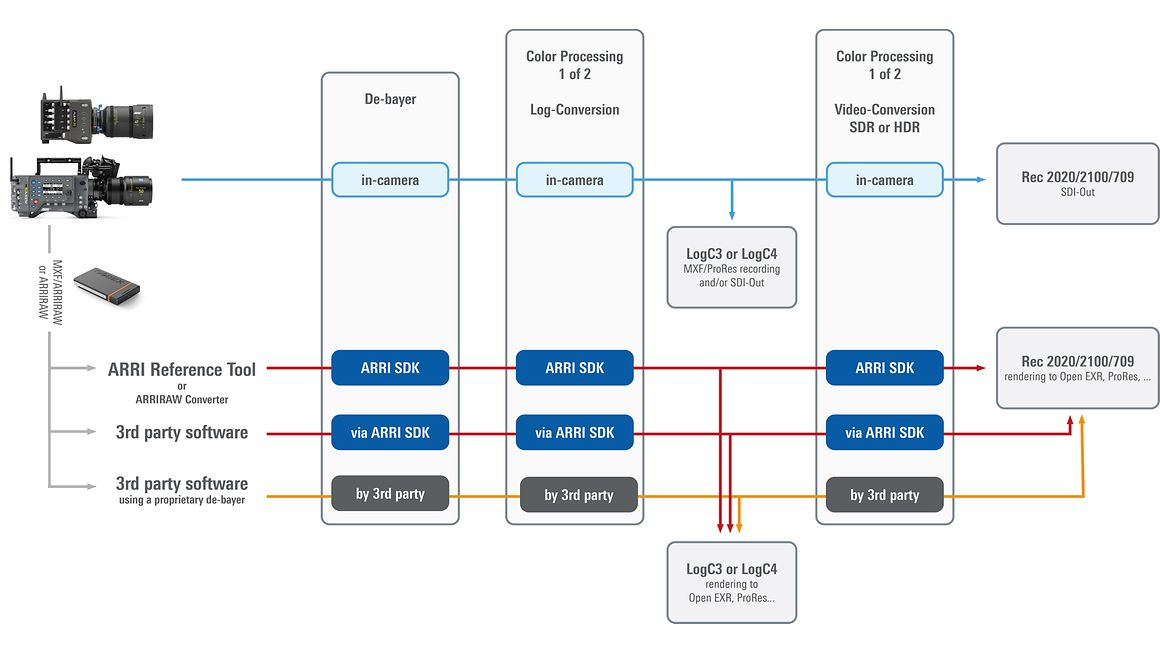
Možnosti zpracování ArriRaw a MXF/ArriRaw

## HDE
Vzhledem k obrovské velikosti ArriRaw souborů, nabízí Arri v kolaboraci s Codex Digital technologii High Density Encoding (HDE). HDE je bezztrátový kódovací algoritmus, který má šetřit náklady spojené se skladováním dat. Data ArriRaw z jakékoli zařízení ALEXA lze kódovat do sekvencí snímků HDE (.arx) pomocí bezplatného softwaru Codex Device Manager (pouze pro Mac). Ten může snížit stopu dat ArriRaw až o 40 – 50 %, přesto po dekódování poskytuje bitově přesnou shodu s původními soubory.

## Podporované kodeky

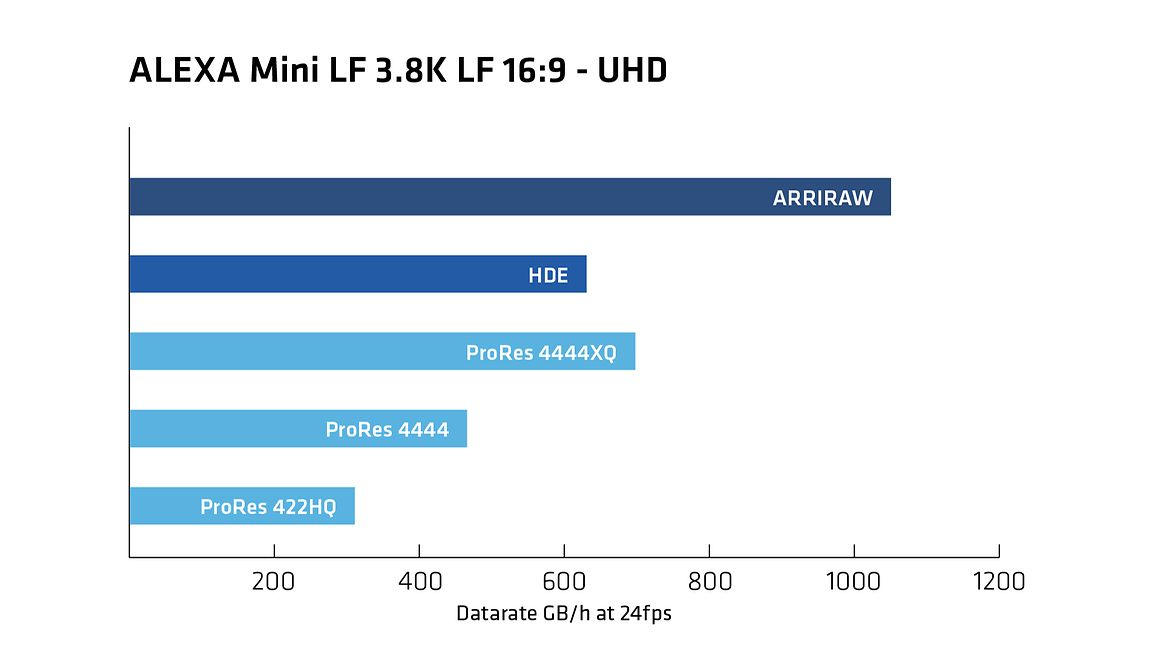
Srovnání formátu ArriRaw a kódovacích metod HDE, ProRes 4444 XQ, ProRes 4444 a ProRes 422

Arri Alexa podporuje především rodinu kodeků Apple ProRes. ProRes je intra-frame kodek pro kompresi a dekompresi videa s minimální ztrátou kvality. Většinou kodeky fungují se soubory v kontejnerovém formátu (frameworku) QuickTime (.mov). Dále lze s Alexou soubory kódovat pomocí kodeků společnosti Avid — DNxHD / DNxHR, těch využívají především produkce využívající produkty společnosti Avid. Některé modely Alexa podporují i další kodeky např. AVC‑Intra nebo H.264 / H.265 (více ztrátové). Běžně jsou kromě QuickTime (.mov) využívány kontejnery Material Exchange Format (.mxf) nebo MPEG-4 (.mp4).